# LNER Class A4 4489 Dominion of Canada
LNER Class A4 4489 Dominion of Canada (с англ. — «Канадский доминион») — паровоз серии LNER Class A4 типа 2-3-1 («Пасифик» Грезли). По конструкции аналогичен более известному паровозу Mallard. Всего по проекту конструктора Найджела Грезли было построено 35 локомотивов Class А4.

## Ливреи
Dominion of Canada за свою карьеру сменил несколько ливрей. В начале эксплуатации № 4489 был окрашен в серый цвет с колесами зеленого цвета. В июне 1937 года он был перекрашен в синий цвет в связи с присвоением имени. Сбоку на кабине был прикреплён герб Канады, перед трубой установлен колокол Канадской тихоокеанской железной дороги. Вдоль нижней части юбок и тендера шла полоса из нержавеющей стали, также из нержавеющей стали были выполнены буквы и цифры на тендере и локомотиве. Подобное оформление нескольких Class А4, названных в честь стран Британского Содружества, было выбрано для соответствия вагонам поезда Coronation, для которого предназначались локомотивы. В число этих паровозов входили (по нумерации British Railways): № 60009 Union of South Africa, № 60010 Dominion of Canada, № 60011 Empire of India, № 60012 Commonwealth of Australia и № 60013 Dominion of New Zealand. 27 декабря 1957 года труба на Dominion of Canada была заменена на двойную системы Kylchap, в связи с чем был демонтирован колокол. Ранее были сняты юбки с полосой из нержавеющей стали, а на тендере полоса была закрашена. Из-за расположения боку кабины герба заводская табличка была перенесена внутрь кабины. Герб Канады был снят 8 апреля 1949 года, но заводская табличка так и осталась внутри.
21 февраля 1942 года паровоз был перекрашен в военный черный цвет с буквами LNER на тендере. 27 ноября 1943 года часть букв на тендере была закрашена, чтобы читалась только «NE». 20 ноября 1947 паровозу был возвращён голубой цвет. 29 сентября 1950 года British Railways перекрасили его в тёмно-синий цвета с черно-белыми полосами. Последней ливреей стала зелёная, которую паровоз получил 8 мая 1952 года.

## Технические детали
На  Dominion of Canada были установлены колокол Канадской тихоокеанской железной дороги и 5-тоновый гудок. Они были сняты в 1958 году и заменены на 3-тоновый гудок Кросби. Имеются предположения, что снятый гудок использовался в Стратфорде при испытаниях новых гудков для будущих стандартных локомотивов British Railways. Колокол хранился заводе Doncaster Works.
В течение эксплуатации Dominion of Canada сменил одиннадцать котлов: № 8952 (заводской); № 8908 (от № 2510 Quicksilver) с 21 февраля 1942 года; № 9126 (от № 4482 Golden Eagle) с 10 мая 1946 года; № 9018 (от № 60019 Bittern) с 8 апреля 1949 года; № 29273 (от № 60014 Silver Link) с 29 сентября 1950 года; № 29321 (вновь изготовленный) с 27 августа 1953 года; № 29323 (от № 60014 Silver Link) с 17 февраля 1955 года; № 29312 (от № 60018 Sparrow Hawk) с 1 июня 1956 года; № 29272 (от № 60002 Sir Murrough Wilson) с 27 декабря 1957 года; № 29307 (от № 60028 Walter K. Whigham) с 10 июля 1959 года; и № 27970 (от № 60007 Sir Nigel Gresley) с 5 декабря 1962 года.
В течение эксплуатации Dominion of Canada сменил шесть тендеров: № 5326, № 5328 с 6 декабря 1937 года, № 5647 с 29 июня 1953 года, № 5639 с 9 июля 1953 года, № 5328 с 27 августа 1953 года и № 5326 с 15 октября 1960 года.
Боковые юбки были сняты 21 февраля 1942 года. 15 октября 1960 года был установлен индикатор скорости Смита-Стоуна.

## Эксплуатация
Паровоз построен на заводе Doncaster Works в мае 1937 года и получил заводской номер 1854. Ему предназначалось название Buzzard (с англ. — «канюк»), но в результате первым названием паровоза стало Woodcock (с англ. — «вальдшнеп»). В июне 1937 года он был переименован в Dominion of Canada (с англ. — «Канадский доминион»). Локомотив в заводских цветах был направлен на испытания — единственный из Class А4, предназначавшихся для поезда Coronation.
Гудок Канадской тихоокеанской железной дороги был установлен 15 июля 1937 перед официальным представлением локомотива. Канадский колокол работал на пару и, как показывает фотография от 19 августа 1939 года, действительно использовался. В 1937 году № 4489 использовался при попытке превзойти рекорд скорости, ранее установленный пассажирским поездом Coronation Scot, принадлежавшим London, Midland and Scottish и равный 183 км/ч (114 миль в час). Попытка не удалась: № 4489 на спуске со Сток-банк достиг скорости всего 176 км/ч (109,5 миль в час). Позднее поезд пережил столкновение в Хэтфилде и с 31 января по 18 марта 1939 года проходил осмотр и ремонт на заводе-изготовителе.
В начале эксплуатации Dominion of Canada был приписан к Кингс-Кросс. 7 апреля 1957 года он был переведён в Грэнтам, но 15 сентября 1957 года снова вернулся в депо Кингс-Кросс. После закрытия депо 16 июня 1963 года был переведён Нью-Ингланд в Кембриджшире. Последним местом приписки стало депо Абердина, куда паровоз был направлен 20 октября 1963 года для использования вместе с другими Class А4 на маршруте от Абердина до Глазго.

## Сохранение
British Railways № 60010 Dominion of Canada был выведен из эксплуатации в депо Дарлингтона 29 мая 1965 года, а 5 июля 1965 года списан «для продажи на слом».
После списания двойная труба с паровоза была снята и оставлена на хранение в качестве запасной либо для № 60024 Kingfisher, либо для № 60004 William Whitelaw, которые на тот момент продолжали работу. В течение многих месяцев о паровозе не вспоминали. Он зарос кустами и, хотя находился поблизости от оживлённого моста в Дарлингтоне, его мало кто замечал. Через некоторое время после закрытия депо в Дарлингтоне 26 марта 1966 года № 60010 был направлен в Кру для работ по косметической реставрации. На паровоз установили двойную трубу от № 60026 Miles Beevor и покрасили в зелёный цвет, так как синяя краска была дороже.
British Railways подарила паровоз Канадской железнодорожной исторической ассоциацией (CRHA). С мая 1966 года он хранится в Канадском железнодорожном музее, расположенном в пригороде Монреаля. Колокол и 5-тоновый гудок входили в комплект, но из-за двойной трубы не были установлены до 2012 года, когда проводился капитальный ремонт паровоза. Ранее находившийся в закрытом здании вместе с другими локомотивами, Dominion of Canada имел очень плохой внешний вид, в частности, его передняя часть была сильно повреждена сцепкой тепловоза, когда в 2008 году его перевозили на новое место. Косметическая реставрация планировалась на 2010 год, но по неизвестным причинам проведена не была.
В 2011 году Национальный железнодорожный музей в Йорке объявил, что организует возвращение № 60010 (вместе со другим Class А4 Dwight D Eisenhower) в Великобританию на 2 года, чтобы отпраздновать 75-ю годовщину установления рекорда скорости для паровозов, который принадлежит другому паровозу серии — Mallard. Все шесть сохранившихся Class А4 собрались вместе впервые после консервации, а для № 60010 также стало воссоединением с другим локомотивом поезда Coronation — № 60009 Union of South Africa.
В сентябре 2012 года № 60010 перевезли из Канадского железнодорожного музея в доки Галифакса, откуда вместе с № 60008 в конце сентября он отплыл в Великобританию. Вечером 2 октября 2012 года оба локомотива оказались в Ливерпуле и были выгружены на следующее утро, по поводу чего была организована пресс-конференция.
6 октября 2012 года Dominion of Canada прибыл в Шилдон, где после недолгой экспозиции его направили на реставрацию. Паровозу восстановили одиночную трубу, вернули боковые юбки и окрасили в синий цвет с полосами из нержавеющей стали в соответствии с цветами поезда Coronation. Канадские колокол и гудок также заняли своё место.
Реставрация была завершена в 2013 году, по окончании которой поезду вернули исходный номер 4489. Вместе с Dwight D. Eisenhower и Mallard, Dominion of Canada отправился на выставку в ожидании даты 75-летия установления рекорда скорости. В этот день все шесть сохранившихся Class А4 были установлены вокруг поворотного стола в Национальном железнодорожном музее.
История возвращения № 4489 Dominion of Canada и № 60008 Dwight D. Eisenhower на родину была освещена в эпизоде документального сериала Monster Moves. В начале феврале 2014 года Dominion of Canada, Dwight D. Eisenhower и № 60019 Bittern выставлялись в Барроу-Хилл в рамках мероприятия East Coast Giants.
В конце февраля 2014 года все шесть Class A4 снова были собраны вместе в локомотивном центре Национального железнодорожного музея в Шилдоне в рамках выставки The Great Goodbye. Dominion of Canada и Dwight D. Eisenhower оставались в Шилдоне до 24 апреля 2014 года, после чего отправились в порт Ливерпуля. На контейнеровозе Atlantic Concert они были доставлены в Галифакс 11 мая 2014 года, откуда вернулись в музеи. № 4489 Dominion of Canada прибыл в Канадский железнодорожный музей 4 июня 2014 года.
21 июня паровоз был выставлен в павильоне Ангуса, рядом с CP Royal Hudson № 2850, который перевозил Королевский поездГеорга VI и Елизаветы во время путешествия по Канаде. Под локомотивом имелась смотровая яма, благодаря чему посетители могли увидеть устройство парораспределительного механизма Грезли и средний цилиндр.

## Моделирование
Модели № 60010 дважды выпускались фирмой Hornby в масштабе ОО: в 1994-95 годах в качестве модели с ограниченным тиражом и еще раз в 2010 году. Модель 1994—95 годов использовала привод в тендере, а модель 2010 года — привод в локомотиве. Обе модели были представляли № 60010 в том виде, как он представлен в музее.